# (6524) Baalke
(6524) Baalke est un astéroïde de la ceinture principale.

## Description
(6524) Baalke est un astéroïde de la ceinture principale. Il fut découvert le 9 janvier 1992 à l'observatoire Palomar par Eleanor Francis Helin. Il présente une orbite caractérisée par un demi-grand axe de 2,35 UA, une excentricité de 0,09 et une inclinaison de 22,2° par rapport à l'écliptique.

## Compléments